# Megaskop
Megaskop (altgriechisch für „Wunderkammer“) bezeichnet eine Form der Laterna magica („Zauberlaterne“), die vergrößerte Bilder von undurchsichtigen Gegenständen, Holzschnitten, Fotografien oder Naturobjekten entwirft. Die Gegenstände werden wie bei der gewöhnlichen Laterna magica den Linsen gegenübergestellt und durch eine seitlich angebrachte Vorrichtung an der vorderen Seite sehr stark beleuchtet. Das Megaskop ist der Vorläufer des Episkops (einem Projektor).

## Zeittafel
- ab 1600: Daumenkino – Abblätterbuch mit Einzelbildern
- ab 1671: Laterna magica – Zauberlaterne: frühes Gerät zur Bildprojektion
- ab 1825: Thaumatrop – Wunderscheibe mit zwei Fäden
- ab 1830: Phenakistiskop – Phantaskop, Wunderrad oder Lebensrad
- ab 1832: Stroboskop – Zauberscheiben: Blitzgerät
- ab 1834: Zoetrop – Wundertrommel mit Schlitzen
- ab 1861: Mutoskop – Stereoanimationsblätterer per Stroboskop
- ab 1877: Praxinoskop – Elektrischer Schnellseher mittels Spiegelanordnung
- ab 1879: Zoopraxiskop – Projektionsgerät für chronofotografisch erzeugte Reihenbilder
- ab 1880: Kaiserpanorama – populäres Massenmedium mit stereoskopischen Bilderserien
- ab 1886: Elektrotachyscop – Projektionsgerät für Reihenbilder
- ab 1891: Kinetoskop – erster Filmbetrachter